# Liste des titres musicaux numéro un en France en 2000
Cette liste est le résultat des ventes de singles en France par semaine en 2000, classés par le SNEP,.

## Classement des singles
| Semaine | Sortie       | Artiste                                            | Titre                            |
| ------- | ------------ | -------------------------------------------------- | -------------------------------- |
| 1       | 8 janvier    | Lou Bega                                           | Mambo No. 5 (A little bit of...) |
| 2       | 15 janvier   | Eiffel 65                                          | Move Your Body                   |
| 3       | 22 janvier   | Eiffel 65                                          | Move Your Body                   |
| 4       | 29 janvier   | Hélène Ségara                                      | Il y a trop de gens qui t'aiment |
| 5       | 5 février    | Eiffel 65                                          | Move Your Body                   |
| 6       | 12 février   | Eiffel 65                                          | Move Your Body                   |
| 7       | 19 février   | Hélène Ségara                                      | Il y a trop de gens qui t'aiment |
| 8       | 26 février   | Tom Jones et Mousse T.                             | Sex Bomb                         |
| 9       | 4 mars       | Tom Jones et Mousse T.                             | Sex Bomb                         |
| 10      | 11 mars      | Tom Jones et Mousse T.                             | Sex Bomb                         |
| 11      | 18 mars      | Tom Jones et Mousse T.                             | Sex Bomb                         |
| 12      | 25 mars      | Tom Jones et Mousse T.                             | Sex Bomb                         |
| 13      | 1er avril    | Tom Jones et Mousse T.                             | Sex Bomb                         |
| 14      | 8 avril      | Tom Jones et Mousse T.                             | Sex Bomb                         |
| 15      | 15 avril     | Yannick                                            | Ces soirées-là                   |
| 16      | 22 avril     | Yannick                                            | Ces soirées-là                   |
| 17      | 29 avril     | Yannick                                            | Ces soirées-là                   |
| 18      | 6 mai        | Yannick                                            | Ces soirées-là                   |
| 19      | 13 mai       | Yannick                                            | Ces soirées-là                   |
| 20      | 20 mai       | Yannick                                            | Ces soirées-là                   |
| 21      | 27 mai       | Yannick                                            | Ces soirées-là                   |
| 22      | 3 juin       | Yannick                                            | Ces soirées-là                   |
| 23      | 10 juin      | Yannick                                            | Ces soirées-là                   |
| 24      | 17 juin      | Yannick                                            | Ces soirées-là                   |
| 25      | 24 juin      | Yannick                                            | Ces soirées-là                   |
| 26      | 1er juillet  | Yannick                                            | Ces soirées-là                   |
| 27      | 8 juillet    | Yannick                                            | Ces soirées-là                   |
| 28      | 15 juillet   | Yannick                                            | Ces soirées-là                   |
| 29      | 22 juillet   | Yannick                                            | Ces soirées-là                   |
| 30      | 29 juillet   | Santana featuring The Product G&B                  | Maria Maria                      |
| 31      | 5 août       | Santana featuring The Product G&B                  | Maria Maria                      |
| 32      | 12 août      | Santana featuring The Product G&B                  | Maria Maria                      |
| 33      | 19 août      | Santana featuring The Product G&B                  | Maria Maria                      |
| 34      | 26 août      | Philippe d'Avilla, Damien Sargue et Grégori Baquet | Les Rois du monde                |
| 35      | 2 septembre  | Philippe d'Avilla, Damien Sargue et Grégori Baquet | Les Rois du monde                |
| 36      | 9 septembre  | Philippe d'Avilla, Damien Sargue et Grégori Baquet | Les Rois du monde                |
| 37      | 16 septembre | Philippe d'Avilla, Damien Sargue et Grégori Baquet | Les Rois du monde                |
| 38      | 23 septembre | Philippe d'Avilla, Damien Sargue et Grégori Baquet | Les Rois du monde                |
| 39      | 30 septembre | Philippe d'Avilla, Damien Sargue et Grégori Baquet | Les Rois du monde                |
| 40      | 7 octobre    | Philippe d'Avilla, Damien Sargue et Grégori Baquet | Les Rois du monde                |
| 41      | 14 octobre   | Philippe d'Avilla, Damien Sargue et Grégori Baquet | Les Rois du monde                |
| 42      | 21 octobre   | Philippe d'Avilla, Damien Sargue et Grégori Baquet | Les Rois du monde                |
| 43      | 28 octobre   | Philippe d'Avilla, Damien Sargue et Grégori Baquet | Les Rois du monde                |
| 44      | 4 novembre   | Philippe d'Avilla, Damien Sargue et Grégori Baquet | Les Rois du monde                |
| 45      | 11 novembre  | Philippe d'Avilla, Damien Sargue et Grégori Baquet | Les Rois du monde                |
| 46      | 18 novembre  | Daft Punk                                          | One More Time                    |
| 47      | 25 novembre  | Philippe d'Avilla, Damien Sargue et Gregori Baquet | Les Rois du monde                |
| 48      | 2 décembre   | Philippe d'Avilla, Damien Sargue et Gregori Baquet | Les Rois du monde                |
| 49      | 9 décembre   | Philippe d'Avilla, Damien Sargue et Gregori Baquet | Les Rois du monde                |
| 50      | 16 décembre  | Philippe d'Avilla, Damien Sargue et Gregori Baquet | Les Rois du monde                |
| 51      | 23 décembre  | Philippe d'Avilla, Damien Sargue et Gregori Baquet | Les Rois du monde                |
| 52      | 30 décembre  | Alizée                                             | L'Alizé                          |

## Classement des albums
| Semaine | Sortie       | Artiste                                  | Titre                                    |
| ------- | ------------ | ---------------------------------------- | ---------------------------------------- |
| 1       | 8 janvier    | Johnny Hallyday                          | Sang pour sang                           |
| 2       | 15 janvier   | Patrick Bruel                            | Juste avant                              |
| 3       | 22 janvier   | Louise attaque                           | Comme on a dit                           |
| 4       | 29 janvier   | Louise attaque                           | Comme on a dit                           |
| 5       | 5 février    | Louise attaque                           | Comme on a dit                           |
| 6       | 12 février   | Louise attaque                           | Comme on a dit                           |
| 7       | 19 février   | Louise attaque                           | Comme on a dit                           |
| 8       | 26 février   | Santana                                  | Supernatural                             |
| 9       | 4 mars       | Les Enfoirés                             | Enfoirés en 2000                         |
| 10      | 11 mars      | Les Enfoirés                             | Enfoirés en 2000                         |
| 11      | 18 mars      | Les Enfoirés                             | Enfoirés en 2000                         |
| 12      | 25 mars      | Les Enfoirés                             | Enfoirés en 2000                         |
| 13      | 1er avril    | Les Enfoirés                             | Enfoirés en 2000                         |
| 14      | avril        | Santana                                  | Supernatural                             |
| 15      | 15 avril     | Santana                                  | Supernatural                             |
| 16      | 22 avril     | Étienne Daho                             | Corps et Armes                           |
| 17      | 29 avril     | Santana                                  | Supernatural                             |
| 18      | 6 mai        | Santana                                  | Supernatural                             |
| 19      | 13 mai       | Santana                                  | Supernatural                             |
| 20      | 20 mai       | Britney Spears                           | Oops!... I Did It Again                  |
| 21      | 27 mai       | Britney Spears                           | Oops!... I Did It Again                  |
| 22      | 3 juin       | Santana                                  | Supernatural                             |
| 23      | 10 juin      | Santana                                  | Supernatural                             |
| 24      | 17 juin      | Santana                                  | Supernatural                             |
| 25      | 24 juin      | Moby                                     | Play                                     |
| 26      | 1er juillet  | Johnny Hallyday                          | 100 % Johnny : Live à la Tour Eiffel     |
| 27      | 8 juillet    | Johnny Hallyday                          | 100 % Johnny : Live à la Tour Eiffel     |
| 28      | 15 juillet   | Moby                                     | Play                                     |
| 29      | 22 juillet   | Moby                                     | Play                                     |
| 30      | 29 juillet   | Moby                                     | Play                                     |
| 31      | 5 août       | Moby                                     | Play                                     |
| 32      | 12 août      | Moby                                     | Play                                     |
| 33      | 19 août      | Moby                                     | Play                                     |
| 34      | 26 août      | Moby                                     | Play                                     |
| 35      | 2 septembre  | Moby                                     | Play                                     |
| 36      | 9 septembre  | Moby                                     | Play                                     |
| 37      | 16 septembre | Michel Sardou                            | Français                                 |
| 38      | 23 septembre | Madonna                                  | Music                                    |
| 39      | 30 septembre | Madonna                                  | Music                                    |
| 40      | 7 octobre    | Radiohead                                | Kid A                                    |
| 41      | 14 octobre   | Placebo                                  | Black Market Music                       |
| 42      | 21 octobre   | Vanessa Paradis                          | Bliss                                    |
| 43      | 28 octobre   | Lynda Lemay                              | Du coq à l'âme                           |
| 44      | 4 novembre   | U2                                       | All That You Can't Leave Behind          |
| 45      | 11 novembre  | Florent Pagny                            | Châtelet les Halles                      |
| 46      | 18 novembre  | Julien Clerc                             | Si j'étais elle                          |
| 47      | 25 novembre  | 100 artistes ensembles contre le Sida    | Noël ensemble                            |
| 48      | 2 décembre   | 100 artistes ensembles contre le Sida    | Noël ensemble                            |
| 49      | 9 décembre   | Mylène Farmer                            | Mylenium Tour                            |
| 50      | 16 décembre  | Roméo et Juliette, de la haine à l'amour | Roméo et Juliette, de la haine à l'amour |
| 51      | 23 décembre  | Roméo et Juliette, de la haine à l'amour | Roméo et Juliette, de la haine à l'amour |
| 52      | 30 décembre  | Roméo et Juliette, de la haine à l'amour | Roméo et Juliette, de la haine à l'amour |

## Les dix meilleures ventes
Il s'agit des dix meilleures ventes de singles et d'albums de l'année 2000 en France,.

### Singles
| №  | Artiste                                            | Titre             |
| -- | -------------------------------------------------- | ----------------- |
| 1  | Yannick                                            | Ces soirées-là    |
| 2  | Philippe d'Avilla, Damien Sargue et Grégori Baquet | Les Rois du monde |
| 3  | Alizée                                             | Moi... Lolita     |
| 4  | Daniel Lévi                                        | L'Envie d'aimer   |
| 5  | Damien Sargue et Cécilia Cara                      | Aimer             |
| 6  | Anastacia                                          | I'm Outta Love    |
| 7  | Saïan Supa Crew                                    | Angela            |
| 8  | Santana featuring The Product G&B                  | Maria Maria       |
| 9  | Assia                                              | Elle est à toi    |
| 10 | Tom Jones et Mousse T.                             | Sex Bomb          |

### Albums
| №  | Artiste                                  | Titre                                    |
| -- | ---------------------------------------- | ---------------------------------------- |
| 1  | Roméo et Juliette, de la haine à l'amour | Roméo et Juliette, de la haine à l'amour |
| 2  | Santana                                  | Supernatural                             |
| 3  | Moby                                     | Play                                     |
| 4  | Hélène Ségara                            | Au nom d'une femme                       |
| 5  | Les Enfoirés                             | Enfoirés en 2000                         |
| 6  | Les Dix Commandements                    | Les Dix Commandements                    |
| 7  | Louise Attaque                           | Comme on a dit                           |
| 8  | Patrick Bruel                            | Juste avant                              |
| 9  | Shania Twain                             | Come On Over                             |
| 10 | Eminem                                   | The Marshall Mathers LP                  |